# Edmund Becker
Edmund Becker (Reichenbach, 18 luglio 1956) è un dirigente sportivo, allenatore di calcio ed ex calciatore tedesco, di ruolo centrocampista.

## Palmarès

### Giocatore

#### Competizioni nazionali
- Campionato tedesco di seconda divisione: 1

Karlsruhe: 1983-1984

### Allenatore

#### Competizioni nazionali
- Campionato tedesco di seconda divisione: 1

Karlsruhe: 2006-2007